# Toshiya Miura
Toshiya Miura (jap. 三浦 俊也 Miura Toshiya; ur. 16 lipca 1963) – japoński piłkarz i trener.

## Kariera trenerska
Po zakończeniu piłkarskiej kariery pracował jako trener w Brummell Sendai, Mito HollyHock, Omiya Ardija, Consadole Sapporo, Vissel Kobe, Ventforet Kōfu i Reprezentacja Wietnamu w piłce nożnej mężczyzn.